# مطار تطوان سانية الرمل
مطار تطوان سانية الرمل (إياتا: TTU، إيكاو: GMTN) هو مطار دولي يخدم مدينة تطوان بجهة طنجة تطوان الحسيمة بالمغرب.
تبلغ القدرة الاستعابية للمطار 000 50 مُسافر في السنة.

## شركات الطيران
| شركات الطيران           | الوجهات (آخر تحديث 2022-06-25)                                        |
| ----------------------- | --------------------------------------------------------------------- |
| الخطوط الملكية المغربية | مطار الحسيمة الشريف الإدريسي - مطار محمد الخامس الدولي                |
| العربية للطيران         | أمستردام - بروكسل - مدريد - برشلونة - مالقة                           |
| توي فلاي بلجيكا         | بروكسل                                                                |
| أيبيريا                 | مالقة                                                                 |
| رايان إير               | أليكانتي - إشبيلية - مدريد - مالقة - مارسيليا - بروكسل شارلروا الجنوب |

## إحصائيات
حركة المسافرين:
| 2012  | 2013   | 2014   | 2015   | 2016   | 2017   | 2018   | 2019   | 2020 | 2021   | 2022    |
| ----- | ------ | ------ | ------ | ------ | ------ | ------ | ------ | ---- | ------ | ------- |
| 879 8 | 439 26 | 046 24 | 143 22 | 776 24 | 793 23 | 075 21 | 982 39 | 6797 | 215 61 | 777 187 |
|       | ▲      | ▼      | ▼      | ▲      | ▼      | ▼      | ▲      | ▼    | ▲      | ▲       |